# Pure Japanese
『Pure Japanese』（ピュア ジャパニーズ）は、2022年1月28日に公開された日本映画。監督は松永大司、主演はディーン・フジオカで、企画・プロデュースも兼任する。PG12指定。
ヤクザたちから嫌がらせを受ける孤独な女子高生を救おうとする、過去のトラウマを抱えるアクション俳優の優しさと狂気の二面性に迫るバイオレンス・アクション。
キャッチコピーは「こいつら全員、殺しちゃって！」「少女をめぐり、男たちの狂気と暴力が発動するダークアクション」。

## あらすじ
立石大輔は、ずば抜けた身体能力を持ちながら、社交性に欠けており浮いた存在。勤め先の日光大江戸村では、忍者ショーの効果音を担当する。日本文化に傾倒しており、風変わりな男だった。撮影現場であった事故を発端に暴力性に制限をかけていた立石だったが、ひょんなことからアユミという女子高生を助けることになる。
アユミが祖父と生活する土地を狙う相手から、彼女を守るための暴力を肯定された立石。そんな折、危機に陥ったアユミから助けを求められた立石は、封印してきた暴力衝動を解放させていく。

## キャスト
立石大輔
演 - ディーン・フジオカ
主人公。アクション俳優。日本の文化に心酔する面を持つ。虚言癖もあり、闇を抱えた複雑な人間性を持っている。アメリカでの撮影現場で相手を死なせる事故を起こしており、その後は日光大江戸村で音響係および剣戟の指導役をしていた。
幼少期の体験により光に強いトラウマを抱えており、人付き合いが苦手なため、周囲から距離を置かれている。
アユミ
演 - 蒔田彩珠
高校生。年齢をごまかして地元のスナックで働いている。
祖父と暮らしている土地を狙う地元のヤクザたちから執拗な嫌がらせを受けており、助けてくれた立石を慕っている。
立石が隆三の死に関わりがあると知りながら、ヤクザに命を狙われて立石に助けを求める。
隆三
演 - 渡辺哲
アユミの祖父。黒崎らから執拗な嫌がらせを受けるが、土地は売らないと抵抗する。
立石のバイクに同乗した際、光への混乱で急発進し路上に投げ出されたことが原因かは不明だが亡くなってしまう。
楯の会事件で三島由紀夫の演説を聞いていた元自衛官と思われ、主張に賛同できずともその情熱に感銘を受けていた。
黒崎
演 - 別所哲也
地元のヤクザと結託する県議。
二宮
演 - 金子大地
日光大江戸村で剣劇の役者をしている。同僚の大輔をよく思っていない。
松本
演 - 黒岩司
日光大江戸村で剣劇の役者をしている。
鈴木
演 - 嶋田久作
日光大江戸村の村長。黒崎とは懇意の関係にある。
座長
演 - 大北晋平
日光大江戸村の剣劇の座長。立石のことを高く買っている。
ハタ
演 - 水間ロン
中国人の土地ブローカー。黒崎らと結託している。
陣内
演 - 坂口征夫
地元のヤクザ長山組組員。幹部クラスで格闘術に優れる。
佐伯
演 - 二ノ宮隆太郎
地元のヤクザ長山組組員。隆三の死後、アユミに土地売買の契約を強要し、隆三の位牌などを蹴り倒した。
しかも、小刀で血の拇印を迫ったため、揉み合ううちにその小刀が自分の喉に刺さってしまう。
千田
演 - 村上淳
座長の知り合い。立石のトラウマとなったアメリカでの事故の真相を知っている。
スナックのママ
演 - 呉城久美
アユミの働くスナックのママ。中国人。
その他
演 - 鷲津秀人、髙野春樹、ボブ鈴木、鈴木孝之

## スタッフ
- 監督 - 松永大司
- 脚本 - 小林達夫
- 企画・プロデュース - ディーン・フジオカ
- アクション監督 - 森崎えいじ
- 音楽 - 世武裕子
- 撮影 - 今井孝博（J.S.C.）
- 照明 - 木村匡博
- 録音 - 西條博介
- 美術 - 井上心平
- 装飾 - 櫻井啓介
- 衣装 - 浜辺みさき
- ヘアメイク - 小林雄美
- 編集 - 早野亮
- キャスティング - 疋田理沙
- 助監督 - 中山権正
- 制作担当 - 福井一夫
- 脚本協力 - 二宮健
- エグゼクティブプロデューサー - 荒木宏幸
- プロデューサー - 遠藤日登思、小川真司、古賀俊輔、城内政芳
- 特別協力 - 江戸ワンダーランド日光江戸村
- 配給 - アミューズ
- 配給協力 - クロックワークス
- 制作プロダクション - ザフール
- 企画・制作協力 - ブリッジヘッド
- 製作 - アミューズ、「Pure Japanese」製作委員会

## 製作

### 企画
『Pure Japanese』の公開が発表された時、この映画を企画・プロデュース・主演したディーンフジオカは次のようにコメントしている。「2018年ドラマ『モンテ・クリスト伯-華麗なる復讐-』（フジテレビ）出演終了後、それまでの撮影の日々で凝縮してきた異様なエネルギーの渦に、演じ終えた生身の自分が置き去りになった―――。前に進む為に何をすべきなのか？考え抜いた結果、オリジナルの映像作品を企画・プロデュースする決意をしました」。そうして立てた幾つもの企画がなかなか成立しない中で、エンターテインメントとしても成立するし、「自分がこれをなぜ世に生み出すのか」という意味も明確に持ちながら、経済的な活動としても成立する状態に持っていけた最初の企画が、この『Pure Japanese』だったという。
彼は長い間海外で芸能活動をしていたが、2011年から生まれ育った日本でも活動するようになる。そして、日本を客観的な視点で見つめるうちに、「日本人の定義とは何か」と考え始める。その結果、「日本語という『OS』を使う人間が『日本語人（にほんごびと）』なのだ。日本語OSが、『日本語人』の思考や行動を制御しているのだ」という仮定にたどり着く。続けて彼は、「もし、日本語OSが個々の人生をただの乗り物として扱い、言語OSのDNAを未来へ届けているのだとしたら、この半分神のような言語OSは日本語人をどこへ連れていくのだろうか」と思考を深めていった。『Pure Japanese』はこの発想を、文化の一つの側面としての「暴力」をテーマに、ケース・スタディー・ジャパニーズとして描いているのである。
さらに、ディーンは「宗教」もこの映画のテーマに掲げている。彼は、プロデューサーの小川真司から監督の松永大司を紹介してもらうが、宗教と暴力の関係性について書かれた本をクランクインの前に読むよう松永へ勧めたという。これについて、松永はRooftopのインタビューで次のように説明している。「宗教の教えを信じている人にとっては、信じて戦うという事は大義名分なんです。（中略）正論をみんな言っていてそこには衝突が起き暴力というものが起こってしまう。（中略）世の中から暴力がなくならない中で立石が本当に狂った人なのか」。また、主人公が不条理の中で押し潰され生贄のように消えていく設定は、ディーンが最初から描いていたものである。一方、ディーンは「日本のアクションが持つ様式美の力を発揮できる機会がもっと増えればいいのに」と感じていた。そこで、彼は本作を企画する上で、アクション・スタントという存在に光を当てることをミッションの一つにする。
松永はディーンと長時間をかけて話し合いながら、小川と脚本家の小林達夫の3人で5日間くらい泊まり込んで脚本を書いた。その中で、彼自身のテイストを加えていった。女子SPA!でのディーンと松永のインタビュー記事によると、シナリオ作りでは日本が今の社会構造になっていくまでの「日本の文脈」のようなものをすごく大切にしたという。その際、ウィトゲンシュタインや三島由紀夫、吉田松陰の言葉を用いるといった、様々な文化を織り交ぜるアイデアがどんどん生まれていった。

### キャスティング
2021年7月に、主なキャストとしてディーンと蒔田彩珠の名前が発表された。ディーンはキャストにも名を連ねていることに関し、Oriconのインタビューで「本作の企画を成立させる上で、『役者としてのディーン・フジオカ』を使ってしまったという感覚です」と語っている。また、蒔田との共演について「立石とアユミの関係性は、映画『LEON』のレオンとマチルダみたいな距離感だといいなと思っていたんです。（中略）蒔田彩珠という女優さんのそのときの魂の響き方みたいなものを、この作品に吹き込んでもらえて良かったなと思っています」と、めざましmediaのインタビューで答えている。
同年10月には、別所哲也、渡辺哲、金子大地、村上淳、嶋田久作らに加え、プロレスラーの坂口征夫の参加が発表された。このうちの坂口について、松永はRooftopのインタビューで「ディーンさんが元々体を作って本作に臨んでくれたので、相手役の陣内も体ができている人の方がいいなと思ったんです。『本当にこの人は強いんだ』という、本物がもつ視覚からの説得力は映像においてとても大きいので、それが坂口さんなら出ると思ったんです」と語っている。また、ディーンも2022年1月に行われた映画の完成披露舞台挨拶で、「坂口さんに出演していただいたことは、（映画の）勝敗を分けた大きな要素だったと思います」と振り返っている。

### 撮影
撮影は2020年9月、栃木県の日光地域で行われ、一部はテーマパークの日光江戸村でも行われた。ここを撮影場所として選んだのは、絶滅した動物の剥製が並んでいる博物館のように、失ったものやもう既にない日本的なものが人工的に純化され陳列されている場所であり、また、忍者ショーが開催されている場所だったからである。
撮影までの4ヶ月間、ディーンは筋肉量を増やすために毎日トレーニングを積んでいたという。それは、相手と闘うシーンを撮る際、アクション映画の主演が薄っぺらで説得力のない身体では役作りとして失敗であるだけでなく、長いアクション・シークエンスを演じるためにも強靭な身体が必要だったからだ。撮影期間中も、彼は合間にひたすら筋力トレーニングに励んだという。
立ち回りと忍者ショーはスタイルが全く異なる。そのため、ディーンは撮影の3ヶ月くらい前からはアクションシーンの練習もしていた。先に、アクションチームのスタジオで基本的な流れを作ったのである。忍者ショーの動きは日光へ行ってからで、実際に日光江戸村で忍者をやっている人たちと何度か練習をしたという。
クライマックスのアクションシーンは、最初ディーンとアクション監督の森﨑えいじで流れを作ったが、撮影当日にロケーションを若干変更したため、アクションの組み立ても少し変えることとなった。ディーンによると、アクションにはすごくこだわりたかったが時間が足りず、理想としていたスケジュール組みができなかったという。

### 編集
ポストプロダクションの段階では、松永とエンジニアが中心となり、ディーンはプロジェクトのクリエイターとして全体を監督した。彼らは、「日本語人だけでなく、日本語が分からない人や日本に興味がない人にもどのように見えるか」を考えながら、何度も編集し直し、脚本を変え、もう一度物語を組み替えたという。また、ディーンの英語のモノローグは、編集が終わってから考えられたものである。ディーンはムビコレのインタビューで、「初志貫徹できれば、その表現は、もっといい方法があれば変えていいと自分は思っていて。だから撮影稿と完成された作品は、全然違う。素材を撮る上で十分なクオリティーの脚本ではあったと思います。それをより重層的に作品として高めていくために粘った」と語っている。この映画は、企画から完成まで3年以上かかったという。

## 封切り
2022年1月28日に日本で公開。その後、同年5月24日から29日にドイツで開催された映画祭「第22回ニッポン・コネクション」の「ニッポン・ビジョンズ」部門に出品される。同年7月17日から、Amazon Prime Videoで世界同時配信が開始。
2024年11月9日、山形国際ムービーフェスティバルで招待作品として上映される。

### 関連商品
サウンドトラック
- 世武裕子　映画「Pure Japanese」Original Soundtrack（2022年3月23日発売、ポニーキャニオン、PCSP-04089）※配信のみ

Blu-ray・DVD
- Pure Japanese 豪華版Blu-ray（2022年11月16日発売、アミューズソフト、ASBD-1274）
- Pure Japanese 通常版DVD（2022年11月16日発売、アミューズソフト、ASBY-6567）